# Нестор Смоленски
Нестор е български православен духовник, смоленски епископ на Българската православна църква от 1980 до 2013 година.

## Биография
Роден на 29 май 1925 година в гара Костенец, Ихтиманско, със светското име Никола Стефанов Кръстев. От 1940 година започва да учи в Софийската духовна семинария, която завършва в 1946 година и от септември същата година е студент в Богословския факултет на Софийския университет. На 8 декември 1946 година е подстриган в монашество с името Нестор в Рилския манастир от игумена архимандрит Калистрат под духовното старчество на архимандрит Варлаам. На 3 август 1947 година в манастирския католикон „Рождество Богородично“ митрополит Борис Неврокопски го ръкополага в йеродяконски чин.
След завършването си в 1950 година до 1962 година служи като епархийски проповедник, митрополитски дякон, библиотекар и протосингел на Търновската митрополия. На 28 август 1956 година, е ръкоположен за йеромонах, а на 4 януари 1959 година, по решение на Светия синод, е възведен в архимандритско достойнство от митрополит Софроний Търновски.
От есента на 1962 до 1964 година специализира в Московската духовна академия.
След връщането му в България от 1964 година до 1967 година е учител-възпитател в Софийската духовна семинария, а от 1968 година до 1971 година е предстоятел на храм-паметника „Рождество Христово“ в Шипка.
От 1 август 1971 година до 15 декември 1972 година е игумен на Рилския манастир. След това става настоятел на подворието при „Успение Богородично“ в Москва.
На 27 октомври 1975 година в Московската духовна академия защитава дисертация "Вековните връзки на българския Рилски манастир с Русия" («Вековые связи болгарского Рыльского монастыря с Россией») и е удостоен със степен магистър по богословие.
От 1 януари 1977 година до 6 август 1977 година е протосингел на Пловдивската митрополия. От края на 1977 година до 1981 година е научен сътрудник в новооткрития Централен исторически и архивен институт при Светия синод на БПЦ.
На 6 декември 1980 година в патриаршеската катедрала „Свети Александър Невски“ в София е ръкоположен в епископски сан с титлата смоленски. От 1981 година до 30 юни 1985 година епископ Нестор Смоленски е игумен на Бачковския манастир. От 1 юли 1985 година до 30 юни 1988 година е игумен на Рилския манастир. След това става викарен епископ на митрополит Софроний Доростолски и Червенски.
От 20 декември 1991 година до 1 ноември 1998 година е игумен на Троянския манастир. От 1 ноември 1998 година до декември 2000 година е викарий на Ловчанския митрополит.
След загубата на зрението си, от 1 март 2001 година епископ Нестор се оттегля на покой в Лопушанския манастир.
Умира на 14 март 2013 година. Погребеието му се извършва в Лопушанския манастир от митрополит Дометиан Видински в съслужение с епископ Сионий Велички и клирици от Видинска, Софийска, Русенска и Ловчанска епархия.

## Публикации
- Къпиновският манастир // Духовна култура. 1962. — Кн. 10. — С. 26-30;
- Новый епископ Болгарской Православной Церкви // Журнал Московской Патриархии. 1963. — № 3. — C. 36.
- Юбилейные торжества в честь Паисия Хилендарского в Болгарии // Журнал Московской Патриархии. 1963. — № 5. — C. 40-42.
- Преподобный Феодосий Тырновский и его ученики (к 600-летию со дня кончины) // Журнал Московской Патриархии. 1963. — № 7. — C. 49-53.
- Празднование юбилея Московской духовной академии в Софийской духовной академии // Журнал Московской Патриархии. 1965. — № 1. — C. 60.
- 25-летие Болгарского подворья в Москве // Журнал Московской Патриархии. 1973. — № 12. — C. 50-51.
- Новый настоятель Русского подворья в Софии [протоиерей Аркадий Тыщук] // Журнал Московской Патриархии. 1974. — № 3. — C. 49.
- Визит Святейшего Патриарха Болгарского Максима Предстоятелям Грузинской и Армянской Церквей // Журнал Московской Патриархии. 1974. — № 8. — C. 60-62.
- Архиереи Болгарской Церкви — воспитанники русских духовных школ в прошлом и настоящем // Журнал Московской Патриархии. 1974. — № 9. — C. 54-55.
- Почитание преподобного Иоанна Рыльского в Русской земле // Журнал Московской Патриархии. 1975. — № 2. — C. 53-55.
- Святитель Евфимий, Патриарх Тырновский (к 600-летию восшествия его на Болгарский патриарший престол) // Журнал Московской Патриархии. 1975. — № 9. — C. 37-39.
- Новый настоятель Русского подворья в Софии [игумен Никита (Якерович)] // Журнал Московской Патриархии. 1976. — № 1. — C. 47-48.
- Апрельское восстание в Болгарии в 1876 году // Журнал Московской Патриархии. 1976. — № 5. — C. 42-44.
- Преподобный Иоанн Рыльский (876—1976) // Журнал Московской Патриархии. 1976. — № 8. — C. 38-42.
- Храмове посветени на св. Иван Рилски в Русия // Духовна култура. 1977. — Кн. 11. — С. 11-19
- Самарское знамя — залог любви России к болгарскому народу // Журнал Московской Патриархии. 1977. — № 12. — C. 45-47.
- Преподобная Параскева-Петка и ее почитание в Русской земле // Журнал Московской Патриархии. 1979. — № 3. — C. 47-48.
- Търновската патриаршия // Българската патриаршия през вековете. — София: Синодално издателство 1980. — С. 16-21
- Бачковский монастырь в Болгарии (к 900-летию со времени основания) // Журнал Московской Патриархии. 1983. — № 12. — С. 46-49.
- Разпространение на култа към св. Климент Охридски и на книжовно му дело в Руска земя // Известия на църковноисторически и архивни институт. 1984. — № 2. — С. 246—250
- Поглед върху Скилицовото житие на св. Иван Рилски // Духовна култура, 1987. — Кн. 12. — С. 7-12
- Сръбски църковни подвория в Москва и почитане на св. Сава, архиепископ Сръбски, в Русия // Духовна култура. 2002. — № 11. — С. 29-30.
- Образован инок ли е бил св. Иоан Рилски // Духовна култура, 2003. — № 1. — С. 9-10.
- Защо целуваме лявата, а не дясната ръка на св. Иоан Рилски // Духовна култура, 2003. — № 3. — С. 13-16.
- Опит за локализиране на Бакуриановата гробница // Духовна култура, 2003. — № 5. — С. 24-26
- Кога е починал свети Иоан Рилски : По житийни повести и летописни известия // Духовна култура, 2003. — № 8. — С. 1-6.
- За името на свети Иоан Рилски в месецослова на Галицкото евангелие // Духовна култура, 2005. — № 10. — С. 5-7.